# Cheilanthes dinteri
Cheilanthes dinteri là một loài dương xỉ trong họ Pteridaceae. Loài này được Brause mô tả khoa học đầu tiên.